# Ituglanis guayaberensis
Ituglanis guayaberensis är en fiskart som först beskrevs av Dahl, 1960.  Ituglanis guayaberensis ingår i släktet Ituglanis och familjen Trichomycteridae. Inga underarter finns listade i Catalogue of Life.